# 979
Cette page concerne l'année 979  du calendrier julien. Pour l'année 979 av. J.-C., voir 979 av. J.-C.
L'année 979 est une année commune qui commence un mercredi.

## Événements
- 6 février - 19 juin[1] : Taizong réunit le royaume Han du Shanxi à la Chine des Song après le siège de Taiyuan et malgré l’intervention des Khitans[2].
- 24 mars : victoire de Bardas Phocas à la bataille de Pankalia, près de Césarée de Cappadoce  sur Bardas Sklèros, révolté contre l'empereur Basile II. Bardas Sklèros s'enfuit en territoire arabe où il est considéré comme un otage[3].
- 28 mars : Philothée est nommé patriarche d’Alexandrie (fin en 1003)[4].
- 26 mars[5] : le gouverneur ziride d'Ifriqiya Bologhine ibn Ziri s'empare de Fès puis de Sijilmassa, où l'émir des Maghraouas est mis à mort. Il combat avec succès l’influence du califat sunnite de Cordoue qui tente d’annexer le Maroc septentrional et contrôle tous le pays jusqu'en 984, à l'exception de Ceuta[6].
- 8 juin, Pentecôte : Louis, fils du roi de Francie occidentale Lothaire âgé de treize ans, reconnu par les grands à Compiègne, est sacré par l’archevêque Adalbéron de Reims[7]
- Juillet : Taizong marche sur Pékin mais est défait le 1er août sur la rivière Gaoliang[8] par les Liao et doit battre en retraite[2].
- 29 août[9] : l'émir hamdanide Abû Taghlib, chassé de Mossoul par Adhud ad-Dawla (978), est battu par les Fatimides alors qu'il tentait de s'emparer de Ramla. Il est assassiné[10].
- L’Auvergne est érigée en comté pour Guy par Guillaume Taillefer[11].
- A Brosella ou Bruocsella, (Bruxelles), dans le Brabant, le duc Charles de Basse-Lotharingie construit un castrum sur l'île Saint-Géry au milieu de la Senne (lieu déjà signalé en 695, lorsque l'évêque Vindicien d'Arras évêque de Cambrai y décéda), ce qui serait à l'origine de la ville de Bruxelles[12].
- Mieszko Ier de Pologne, après la mort de sa femme Dubravka en 977, épouse vers 979-980 Oda, fille de Dietrich, duc de la marche du Nord (Brandebourg), et rompt son alliance avec la Bohême à laquelle il prend la Silésie en 990[13].
- Yaqub ibn Killis devient vizir de l'Égypte fatimide (fin en 991)[14].
- Création du Tynwald, le parlement de l’île de Man[15].